# ساختمان سبز در اسرائیل

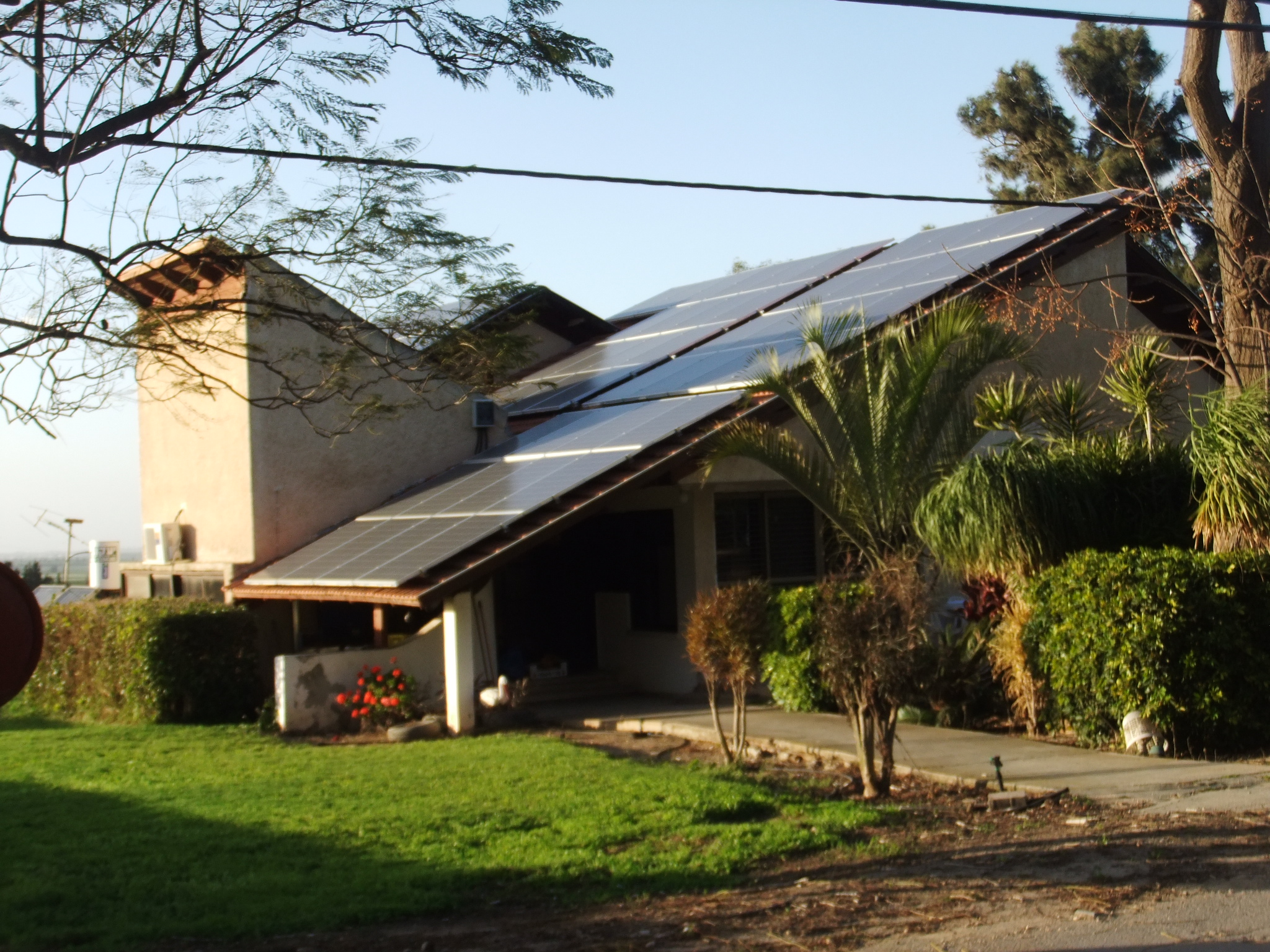
خانه با پانل‌های خورشیدی در موشاو

ساختمان سبز در اسرائیل به تمرین و تنظیم ساختمان سبز در اسرائیل اشاره دارد.

## تاریخ
اسرائیل استاندارد خود را به‌طور داوطلبانه ساختمان سبز برای ساختمان‌های با اثرات زیست‌محیطی کاهش یافته‌است، IS-۵۲۲۸ از سال ۲۰۰۵. استاندارد براساس یک سیستم رتبه‌بندی امتیاز می‌باشد و حداکثر ۵ ستاره بر اساس تعداد امتیازات (۵۵ تا ۱۰۰) در ۸ دسته‌بندی است.
در حالی که نسخه ۲۰۰۵ فقط شامل ساختمان‌های مسکونی و اداری جدید بود، یک نسخه قابل توجه تجدید نظر و به روز شده جدید در سال ۲۰۱۱، تحت فشار از حرفه ای‌ها و بازیکنان بازار تأیید شد. استاندارد جدید نوشته شده با کمک (برقراری سازمان پژوهشات)، دفتر بریتانیا که برییم، ابزار ساختمان سبز بریتانیا را نوشت، ساختمان‌های جدید و ساختمان‌های تحت بازسازی قابل توجهی را پوشش می‌دهد. این نسخه در اوت ۲۰۱۴ اصلاح شد.
تعدادی از شهرداری‌های اسرائیل در حال حاضر از این استاندارد به عنوان یک بخش اجباری از پروانه صدور مجوز ساخت آنها استفاده می‌کنند. همراه با استانداردهای مکمل ۵۲۸۲ [طبقه‌بندی ساختمان‌ها با توجه به مصرف انرژی] و ۱۷۳۸ برای محصولات پایدار فراهم می‌کند سیستم برای ارزیابی پایداری محیط زیست ساختمان.
شورای ساختمان سبز ایالات متحده سیستم دسنه بندی (پیشرو در طراحی محیط زیستی) در برخی از ساختمان‌های اسرائیل از جمله مرکز توسعه اینتل در حیفا اجرا شده‌است.

## استاندارد ۵۲۸۱
استانداردهای ساختمان سبز اسرائیل ("ساختمان‌های آسیب زیست محیطی کم")، استاندارد ۵۲۸۱، در سال ۲۰۱۱ با همکاری وزارت حفاظت از محیط زیست، مؤسسه استاندارد اسراییل، وزارت کشور، وزارت ساختمان و مسکن و شورای ساختمان سبز اسرائیل. در حالی که استاندارد قدیمی فقط برای ساختمان‌های مسکونی و اداری اعمال می‌شود، نسخه اصلاح شده هفت استاندارد برای هفت نوع ساختمان را تعریف می‌کند: مسکونی، دفاتر، موسسات مراقبت‌های بهداشتی، ساختمان‌های عمومی، تجاری، آموزشی و گردشگری.
استاندارد ۵۲۸۱ شامل مسائل مربوط به هر ساختمان سبز انرژی، زمین، آب، مصالح ساختمانی، سلامت و رفاه کاربران ساختمان، زباله، حمل و نقل، مدیریت ساختمان و نوآوری است. هر شماره به دسته‌های زیر تقسیم می‌شود که شامل معیارهای ارزیابی و ارزیابی می‌باشند و نمره بر اساس انطباق پروژه با الزامات تعیین می‌شود.
یک ساختمان «ساختمان سبز» تلقی می‌شود اگر آن را مطابق حداقل الزامات مورد نیاز برای هر یک از دسته‌ها، و همچنین پیش شرط‌های اضافی برای به حداقل رساندن «محیط زیست» ساختمان. این استاندارد دارای پنج سطح است که شامل یک ستاره تا پنج ستاره است.
شورای ساختمان سبز اسرائیل کتاب‌های عمومی و فنی را منتشر می‌کند که اطلاعاتی را دربارهٔ این استانداردها و اجرای آنها ارائه می‌کنند.

## جستارها
- معماری اسرائیل
- وزارت حفاظت از محیط زیست (اسرائیل)
- مسائل زیست‌محیطی در اسرائیل
- انرژی در اسرائیل